# La cocina de las brujas
La cocina de las brujas  o Berganza y Cañizares es una pintura de Francisco de Goya, que se encuentra en una colección privada en México. Pertenece a una serie de seis pequeñas pinturas de gabinete, cada una de aproximadamente 43 x 30 cm, con la brujería como tema central. Las imágenes no forman una única historia en conjunto, ni tienen un significado común, por lo que conviene interpretar cada una individualmente. Toda la serie fue propiedad de los Duques de Osuna y adornaba su residencia de verano en la Alameda de Osuna. Además de La cocina de las brujas, la serie incluye: la famosa El aquelarre, Vuelo de brujas, El conjuro, El hechizado a la fuerza y El convidado de piedra. Cuatro de los cuadros se encuentran en diversas colecciones públicas, uno en una colección privada y el último se considera perdido.

## De fondo

### Patronazgo de los Duques de Osuna
En las primeras etapas de su carrera en Madrid, Goya trabajó principalmente para la Real Fábrica de Tapices, al tiempo que ampliaba su clientela privada entre la aristocracia y la burguesía de la capital. Importantes mecenas del pintor fueron los duques de Osuna: Pedro Téllez-Girón y su esposa María Josefa Pimentel. Formaban parte de la élite intelectual y eran figuras destacadas de la Ilustración española. Juntos organizaban tertulias en las que participaban destacados "ilustrados". Apoyaron activamente la cultura, acumularon una biblioteca impresionante y organizaron representaciones teatrales en su residencia. Extendieron su mecenazgo a científicos y artistas de la época, entre ellos Goya y Leandro Fernández de Moratín. Entre 1785 y 1817, Goya pintó para ellos unas 30 obras: retratos de los mecenas y sus hijos, escenas religiosas y pinturas de gabinete. También adquirieron las primeras ediciones de la serie de grabados titulada Los caprichos. Después de la muerte del duque en 1807, el pintor continuó trabajando para la duquesa, incluyendo retratos de sus hijas e hijos adultos.

### La Alameda de Osuna
En 1783, el duque de Osuna adquirió terrenos y edificios en la localidad de La Alameda, entonces al noreste de Madrid, donde familias adineradas pasaban sus veranos, huyendo del bullicio de la ciudad. Numerosos proyectos urbanísticos encargados y ejecutados por el duque los transformaron en una gran finca de recreo, que pronto cambió su nombre por el de La Alameda de Osuna. En 1792, el patrimonio del duque incluía un palacio y, por iniciativa de la duquesa, se crearon también unos jardines conocidos como El Capricho. El duque de Osuna adquirió un ciclo de seis cuadros de pequeño formato de Goya para decorar el nuevo palacio. Se conserva una factura enviada al duque el 27 de junio de 1798 por las «seis obras sobre el tema de las brujas», por un total de 6.000 reales. 

A menudo se asume que las pinturas fueron creadas por pedido directo de la duquesa; sin embargo, no hay evidencia que respalde esto. Es posible que Goya presentara a sus mecenas obras terminadas que se ajustaran a sus gustos. Por esta razón, es difícil determinar si el pintor los creó con una habitación específica en mente o si su ubicación se decidió posteriormente. Se sabe que los cuadros colgaban en el primer piso, en el pasillo que conducía al estudio de la duquesa, que se llamaba "gabinete de países". El historiador del arte Frank Irving Heckes creía que esta sala albergaba la biblioteca del duque, por lo que Goya incluyó intencionadamente motivos literarios en sus composiciones. María Isabel Pérez Hernández, quien analizó el inventario de bienes realizado en 1834 tras la muerte de la duquesa, afirmó que los cuadros de Goya estaban entonces en el pasillo del "gabinete de países", pero los muebles y objetos que quedaban en esa estancia no indicaban que sirviera de biblioteca. Las obras de Goya, junto con sus grabados, fueron trasladadas allí en torno a 1845.

Serie de las brujerías
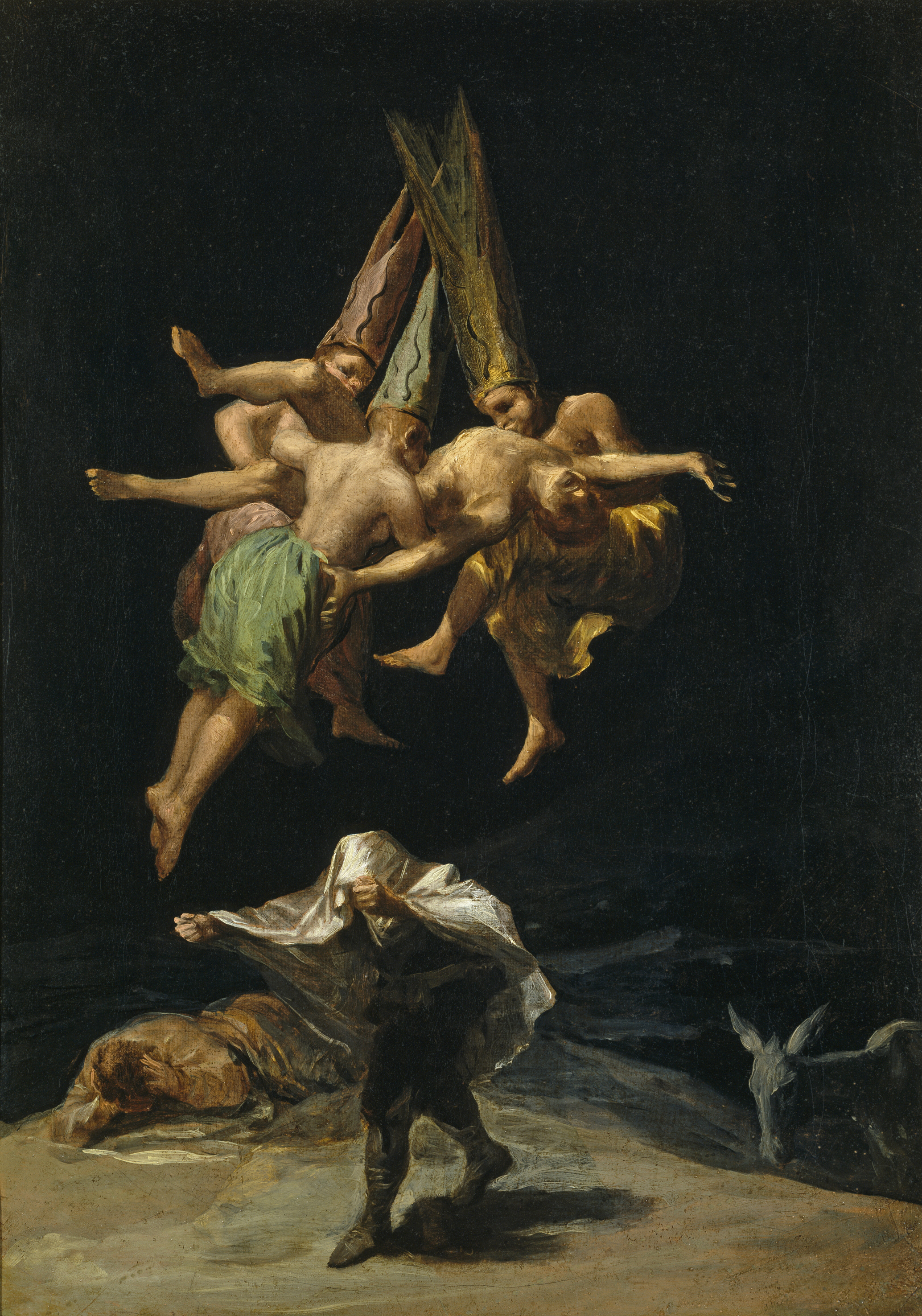
Vuelo de brujas.
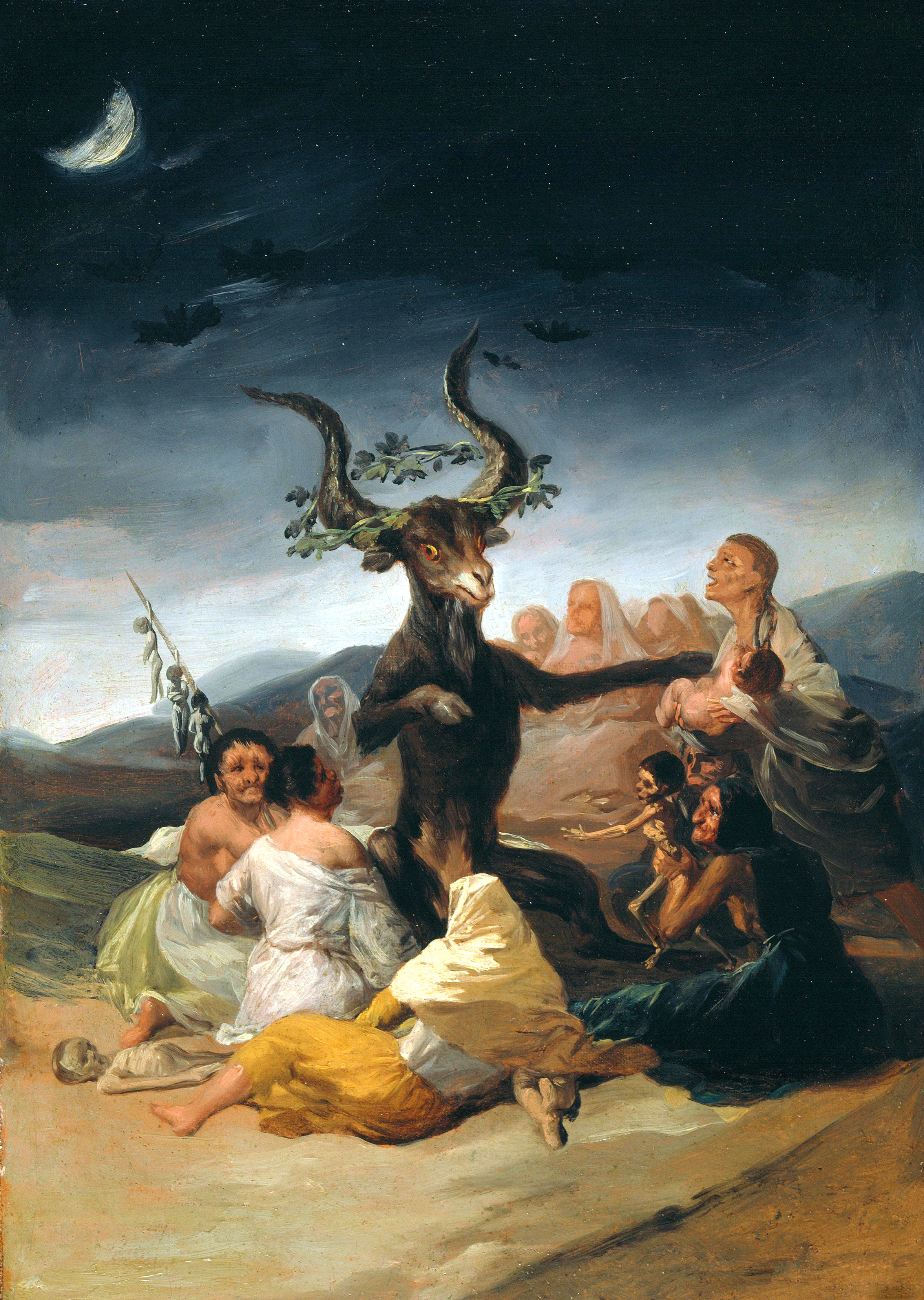
El aquelarre.
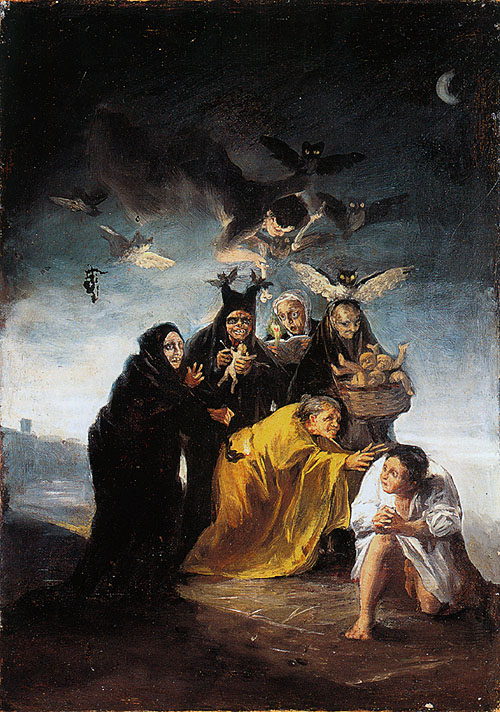
El conjuro.
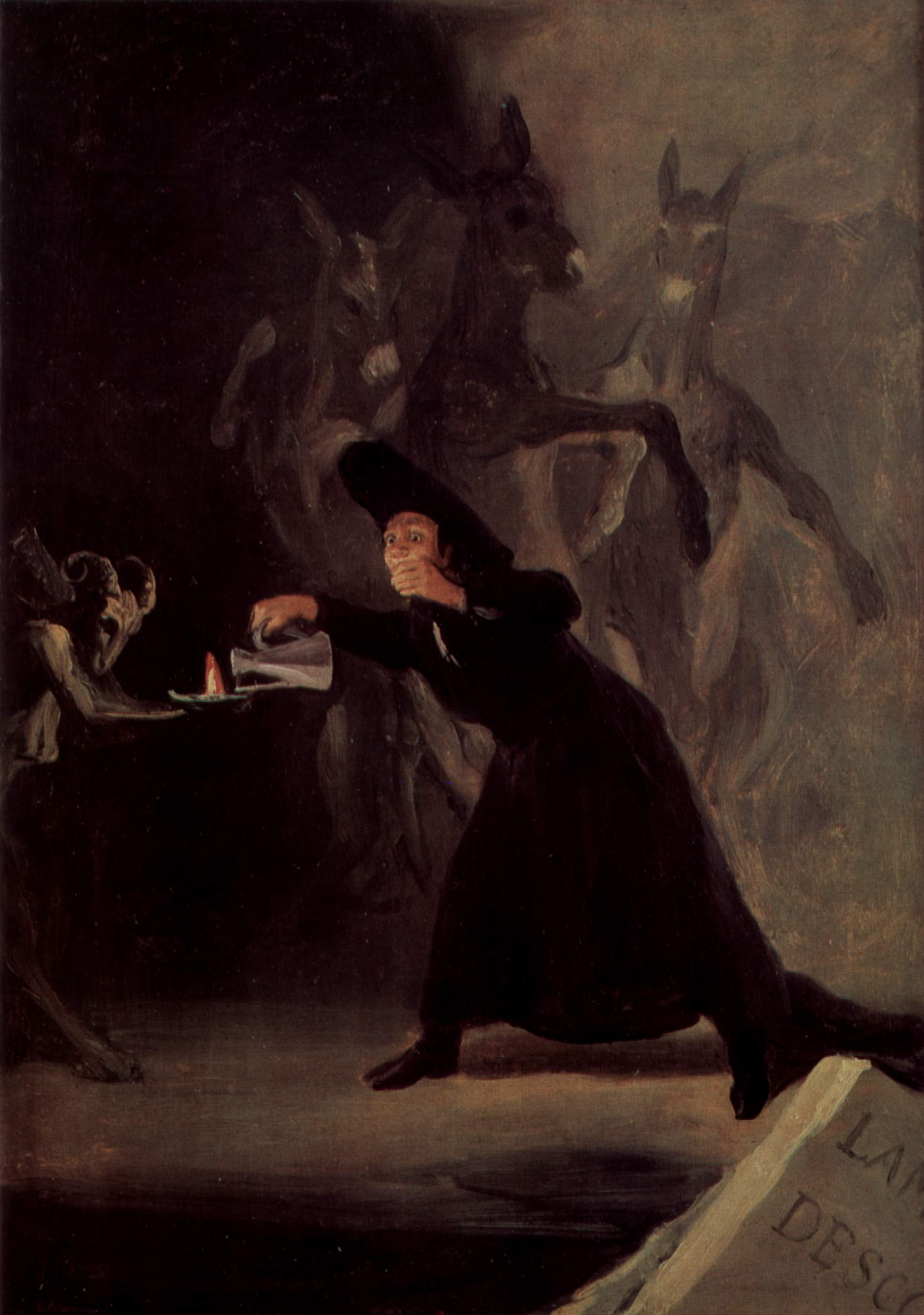
El hechizado a la fuerza.
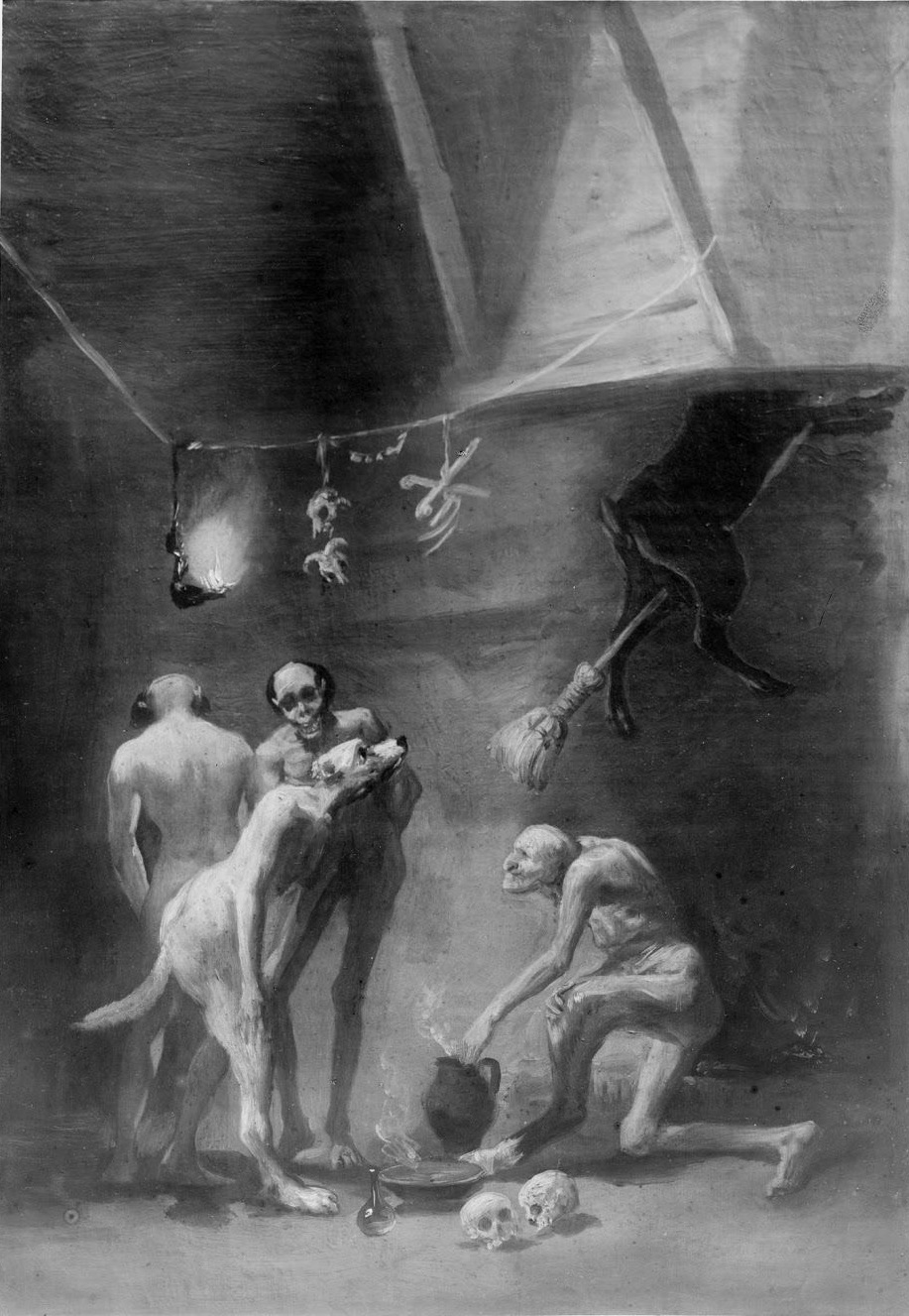
La cocina de las brujas.
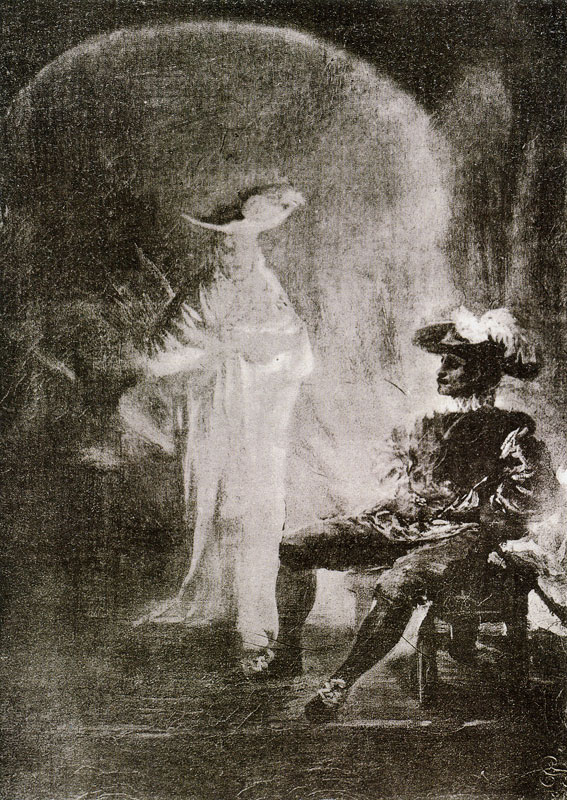
El convidado de piedra.

### Brujas y brujería

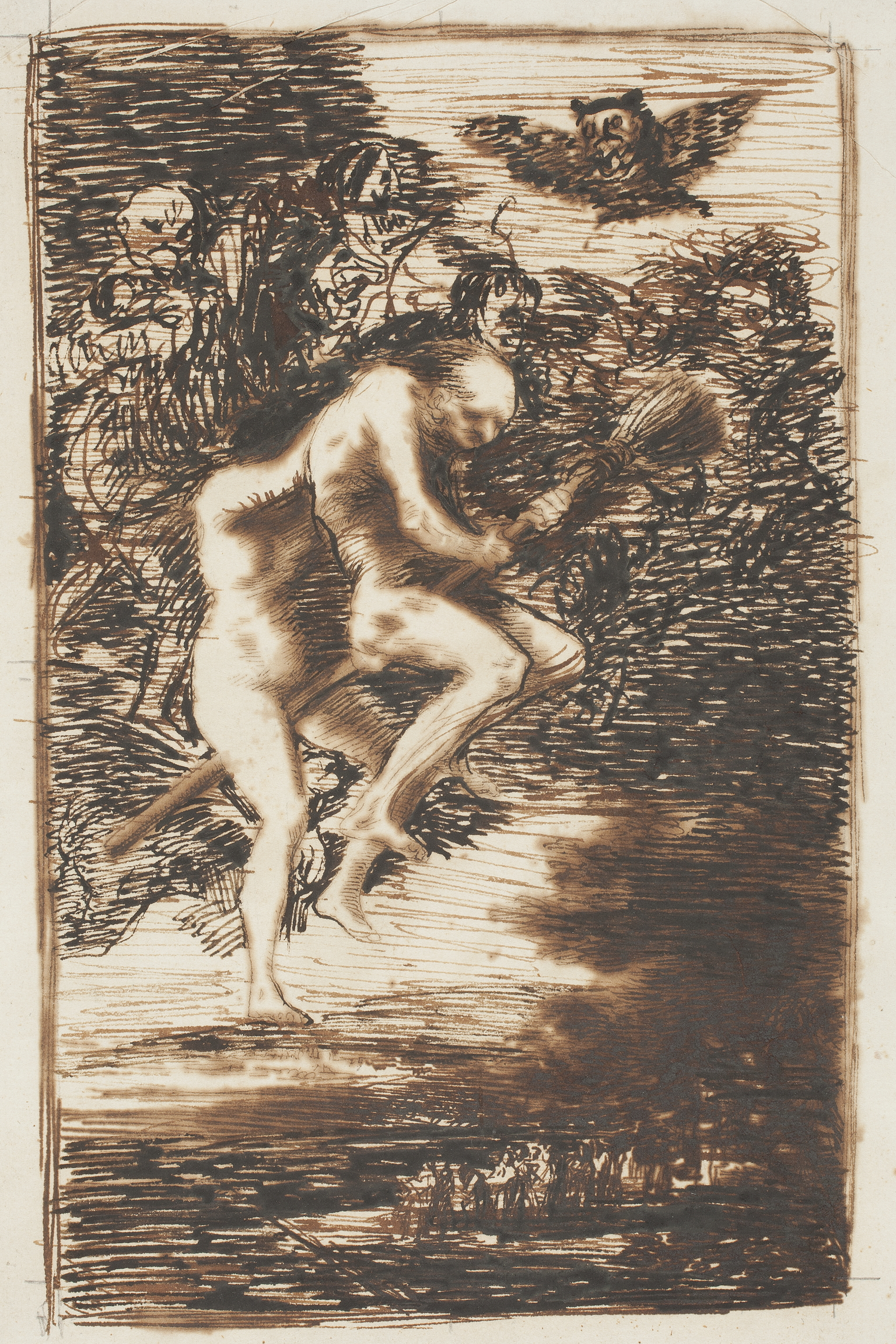
Dibujo preparatorio del capricho nº 68 Linda maestra, circa 1797.

Los temas de las obras eran las brujas y la brujería, entonces elementos importantes del folclore español. La creencia popular en la brujería y los demonios estaba aun muy extendida, y las investigaciones y los castigos de la Inquisición fortalecieron y legitimaron aún más estas supersticiones. Este motivo popular apareció en el arte, la literatura y el teatro, a menudo en forma de sátira. Goya se inspiró en las obras teatrales de Antonio de Zamora, que pudo ver en el teatro privado de los duques. La nobleza ilustrada dieciochesca, a la que pertenecían los duques de Osuna, no creía en la brujería; sin embargo, estaban fascinados por el tema de la hechicería, los fenómenos sobrenaturales y la cultura plebeya asociada. La biblioteca de los duques contenía libros sobre magia (incluidos el Malleus Maleficarum y Le Diable boiteux), para los que tenían un permiso especial del Santo Oficio. La madre de la duquesa era una apasionada del esoterismo y de novelas como Vathek de William Beckford.
El tema de la brujería tuvo un efecto similar en Goya, quien declaró no creer en las brujas y se consideraba escéptico, aunque sus obras a menudo presentaban demonios y figuras fantásticas. No está claro si la duquesa de Osuna sugirió los temas de las pinturas a Goya o si fueron fruto de su propia invención. Es posible que cuando Goya estaba trabajando en el retrato del general José de Urrutia por encargo de los duques, tuviera la oportunidad de mostrar a la duquesa dibujos de la colección titulada Sueños, donde abordó el tema de la brujería, para inspirarla.

### Datación
Lo más probable es que los cuadros fueran realizados entre 1797 y 1798, pero no después de la fecha que figura en la factura (27 de junio de 1798). Existen numerosas similitudes temáticas y compositivas con la serie de grabados Los caprichos, en la que Goya trabajaba al mismo tiempo.  Los caprichos sirvieron como una sátira de la sociedad española y una crítica del fanatismo religioso, la Inquisición y las supersticiones. Josep Gudiol fechó la serie de las brujas entre 1794 y 1795, coincidiendo con el periodo de recuperación del pintor tras una grave enfermedad que lo dejó completamente sordo entre 1792 y 1793. Volviendo poco a poco al trabajo, Goya se centró en pintar obras más pequeñas que requerían menos esfuerzo físico. También pintó cada vez más composiciones dictadas por su propia imaginación, evitando los patrones existentes y liberándose de los cánones generalmente aceptados. Según el historiador del arte José Luis Morales y Marín, esta serie fue expuesta por Goya en la Real Academia de Bellas Artes de San Fernando en 1799 como "Seis extraños caprichos". Los duques probablemente tomaron prestadas las pinturas de Goya, posiblemente para ayudar a promover Los caprichos, que se publicaron el mismo año. 

### Interpretación

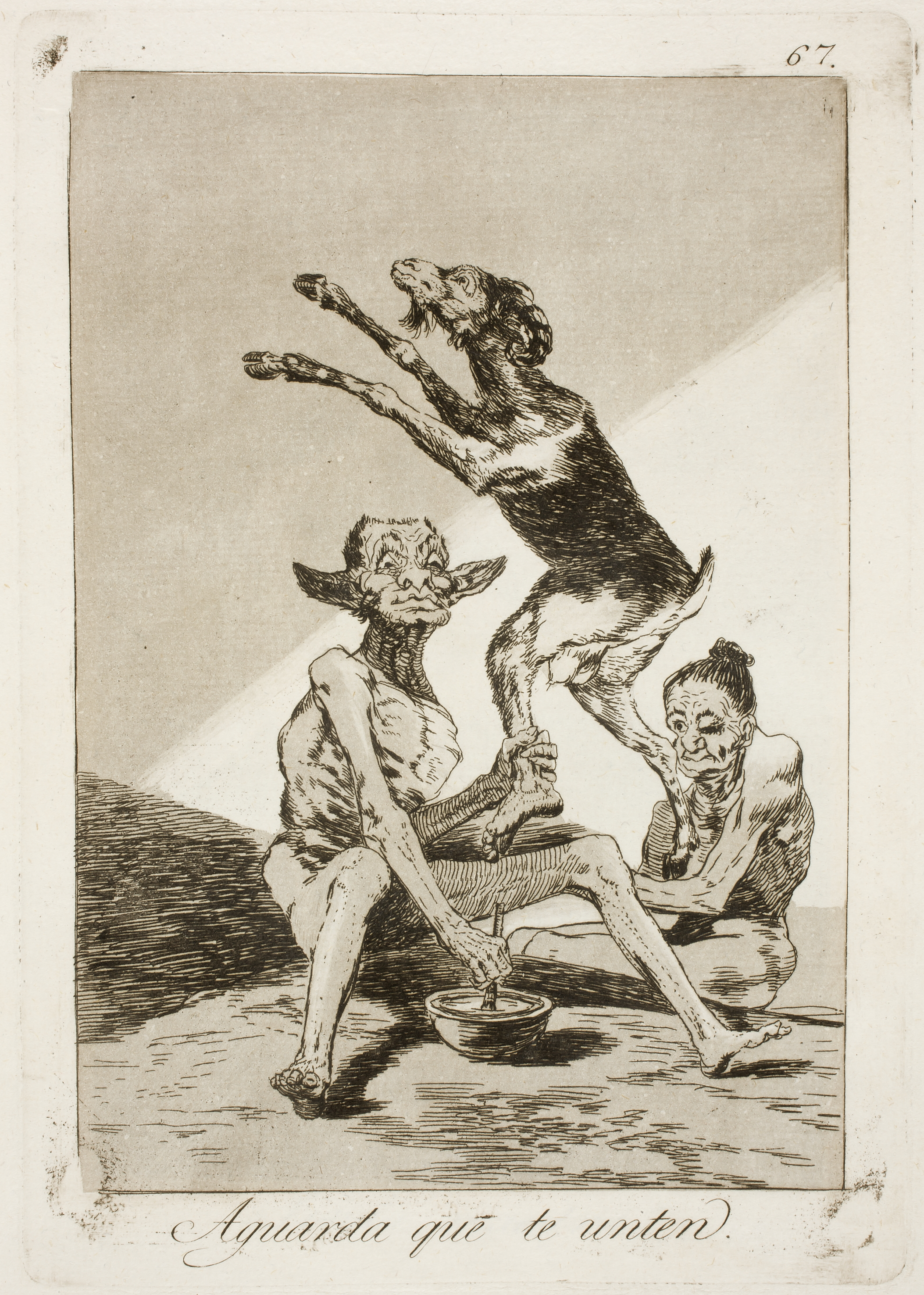
Grabado nº 67 titulado Aguarda que te unten de la serie Los caprichos.

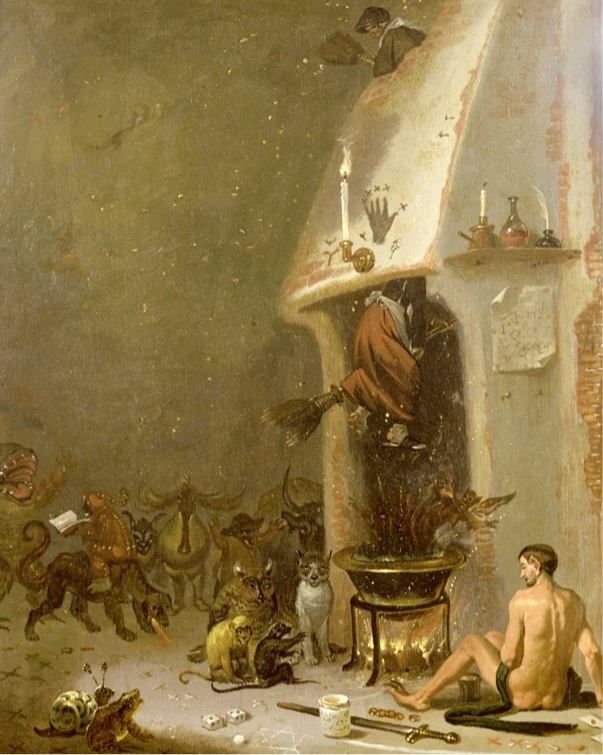
Cuadro de composición similar del taller de David Teniers el Joven.

Esta pieza tiene un carácter diferente a las otras cinco pinturas de la serie, ya que carece del conflicto entre los humanos y el mundo mágico. En cambio, Goya pone énfasis en figuras que combinan rasgos animalescos con los típicamente atribuidos a los seres humanos. En la cocina en penumbra se encuentran desnudos cuatro brujas o magos, cuyo género es difícil de determinar. En el suelo hay un cuenco humeante y una jarra, una botella y dos cráneos humanos. Sobre ellos cuelgan de una cuerda huesos, calaveras, unas tijeras y una lámpara de aceite que ilumina la escena. Una cabra negra montada en una escoba sale volando por la chimenea sobre el hogar. Una bruja que la mira tiene la cabeza, la cola y una pata de perro. La que está encorvada en el suelo, metiendo la mano en la jarra, tiene cara de bruja vieja y una de las piernas de cabra. Estas brujas están en proceso de transformarse en animales  gracias a los ungüentos mágicos que se están aplicando. La tercera figura tras ellas tiene una cabeza similar a una calavera con cuencas oculares oscuras y hundidas. La última figura, de espaldas al espectador, está orinando. Según otra interpretación, estas dos figuras vistas en el lado izquierdo de la composición son demonios conjurados por la vieja bruja.
El historiador del arte Frank Irving Heckes cree que la pintura debería titularse Berganza y Cañizares porque representa a estos personajes de dos de las Novelas ejemplares de Miguel de Cervantes: El casamiento engañoso y El coloquio de los perros. Este es uno de los ejemplos más famosos de una escena de brujería en la literatura española. El cuadro de Goya representaría el momento en el que la bruja Cañizares le explica al perro llamado Berganza cómo invocar demonios y preparar ungüentos mágicos para volar. Tanto la obra de Goya como la de Cervantes resaltan cómo la imaginación puede alterar la percepción que uno tiene de la realidad.
Esta pintura es también la más similar estilísticamente a los grabados de Los caprichos. Goya utiliza el motivo de la transformación en animales como sátira del comportamiento humano, por ejemplo, en el grabado nº 67, Aguarda que te unten. Manuela Mena señala también la similitud compositiva con una pintura del siglo XVII de temática similar del taller de David Teniers el Joven. Es probable que Goya no haya tenido la oportunidad de ver esta obra específica del pintor flamenco, pero es posible que se haya encontrado con una composición similar y se haya inspirado en ella.

### Técnica
Según Folke Nordström, el artista no empleó la típica composición triangular. El grupo de figuras no se centra alrededor de una única figura u objeto, sino que se extiende en varias direcciones: una figura sale volando por el tiro de la chimenea, mientras otra da la espalda a las demás. Las líneas compositivas están interrumpidas y la disposición es dispersa, similar a la de Casa de locos. Una cuerda se extiende en diagonal, paralela a la escoba que sube por la chimenea. Otra fuente sugiere que, de manera similar a El conjuro, la composición toma la forma de un hexagrama parecido al Sello de Salomón, un símbolo mágico usado en brujería, tanto para invocar al diablo como para lanzar un hechizo sobre un enemigo.

### Procedencia
La fortuna de los duques de Osuna fue dilapidada en gran parte por sus herederos, especialmente por el duodécimo duque de Osuna, Mariano Téllez-Girón. En 1896 tuvo lugar en Madrid una subasta pública de los bienes y la colección de arte pertenecientes a la familia. Los cuadros de la serie de las brujerías fueron posteriormente vendidos a distintos propietarios.
En 1933, el político y coleccionista mexicano Alberto J. Pani (1878-1955) adquirió La cocina de las brujas y el grabado Linda maestra (n.° 68) de la serie Los caprichos durante un viaje de negocios a Europa. La cocina de las brujas permaneció en su colección privada en México. En 1993, el cuadro apareció en el catálogo de una exposición en el Museo del Prado titulada Goya: el capricho y la invención. Algunas fuentes afirman que se desconoce la ubicación actual de la pintura, o puede estar en una colección privada desconocida.